# Alexandra Hasler
Alexandra Lea Hasler (* 1. Juni 1997 in Bern) ist eine ehemalige Schweizer Snowboarderin und Olympionikin. Sie startete in der Disziplin Snowboardcross.

## Werdegang
Alexandra Hasler, die für den SC Birg Bern startete, nahm im Januar 2013 im Puy-Saint-Vincent erstmals am Snowboard-Europacup teil und belegte dabei die Plätze 31 und 21. Beim Europäischen Olympischen Winter-Jugendfestival 2013 in Predeal belegte sie den 23. Platz im Parallel-Riesenslalom und den zehnten Rang im Snowboardcross. In der Saison 2013/14 erreichte sie mit fünf Top-Zehn-Platzierungen, darunter Platz drei in Lenk und den sechsten Platz in der Snowboardcrossgesamtwertung im Europacup. Bei den Juniorenweltmeisterschaften 2014 in Chiesa in Valmalenco kam sie auf den 17. Platz. In der folgenden Saison errang Hasler im Europacup zwei zweite und einen dritten Platz. Zudem siegte sie in Isola 2000 und in Lenk und gewann damit die Snowboardcrosswertung im Europacup. Bei den Juniorenweltmeisterschaften 2015 in Yabuli kam sie auf den 25. Platz. Zu Beginn der Saison 2015/16 startete Hasler in Montafon erstmals im Snowboard-Weltcup und belegte dabei den 19. Platz. Im weiteren Saisonverlauf kam sie zweimal unter die ersten zehn und erreichte damit den 13. Platz im Snowboardcross-Weltcup. Bei den Juniorenweltmeisterschaften 2016 in Rogla gelang ihr der 13. Platz und bei den Juniorenweltmeisterschaften 2017 in Klínovec der 15. Rang. Im März 2017 wurde Hasler in Lenk Schweizer Meisterin im Snowboardcross. Hasler nahm bisher an 15 Weltcups teil und kam dabei zweimal unter den ersten zehn.
Im Jahr 2018 nahm Alexandra Hasler an den Olympischen Winterspielen  im südkoreanischen Pyeongchang teil und erkämpfte sich den 19. Platz im Snowboardcross.
Alexandra Hasler gab im März 2018 ihren Rücktritt bekannt. Im Jahr 2023 schloss sie ihr Studium Bachelor of Science in Maschinenbau erfolgreich ab. Derzeit setzt sie ihr Studium am Karlsruher Institut für Technologie (KIT) im Masterstudiengang Chemieingenieurwesen und Verfahrenstechnik fort.

## Weltcup-Gesamtplatzierungen
| Saison  | Snowboardcross-Weltcup | Snowboardcross-Weltcup |
| Saison  | Punkte                 | Platz                  |
| ------- | ---------------------- | ---------------------- |
| 2015/16 | 1480                   | 13.                    |
| 2016/17 | 360                    | 27.                    |